# Финал на Световното първенство по футбол 2022
Финалът на Световното първенство по футбол 2022 е финалният мач на Световното първенство по футбол 2022 на 22-рото издание на състезанието на ФИФА за мъжки национални футболни отбори. Мачът се провежда на стадион „Лусаил“ в Лусаил, Катар на 18 декември 2022 г., Националния празник на страната, и е оспорван от Аржентина и шампиона на турнира от 2018 г. Франция. С рекордните 1,5 милиарда души, които гледат по телевизията, финалът се превръща в едно от най-гледаните телевизионни спортни събития в историята.
Турнирът се състои от домакините Катар и 31 други отбора, които излизат победители от квалификационната фаза, организирана от шестте конфедерации на ФИФА. 32-та отбора се състезават в групова фаза, от която 16 отбора се класират за елиминациите. По пътя към финала Аржентина завършва на първо място в група C, като първо губи от Саудитска Арабия с 2:1, след което побеждава Мексико и Полша с 2:0. Във фазата на директните елиминанации побеждава Австралия с 2:1 на осминафиналите, Нидерландия на четвъртфиналите чрез изпълнение на дузпи, след като завършва 2:2 в продълженията и Хърватия на полуфиналите с 3:0. Франция завършва начело в група D с две победи и една загуба (4:1 над Австралия, 2:1 над Дания и загуба с 1:0 от Тунис), преди да победи Полша на осминафиналите с 3:1, Англия на четвъртфиналите с 2:1 и Мароко на полуфиналите с 2:0. Финалът е ръководен от Шимон Марчиняк от Полша и се провежда пред 88 966 зрители.
Аржентина повежда след дузпа на Лионел Меси в 23-ата минута, преди Анхел Ди Мария да увеличи преднината на 2:0 в 36-ата минута с нисък удар в ъгъла на вратата след контраатака на Аржентина. Франция не успява да регистрира удар към вратата през по-голямата част от мача, но в разстояние две минути Килиан Мбапе изравня мача за 2:2 в 81-ата минута. По време на продълженията Лионел Меси отбелязва отново и дава преднина на Аржентина за 3:2. Въпреки това, Килиан Мбапе вкара втора дузпа и изравнява мача за 3:3, а така става вторият футболист с отбелязан хеттрик на финал на Световно първенство след Джоф Хърст през 1966 г. След това Аржентина побеждава на последвалите дузпи с 4:2, за да спечели третата си световна титла и първа от 1986 г.
Това е вторият път, в който Аржентина достига финал на Световното първенство, след като губи първия си мач (другият случай е през 1990 г.), постижение, което три други отбора постигат (Западна Германия през 1982 г., Италия през 1994 г. и Испания през 2010 г.); това е вторият път в историята, в който отбор печели турнира след загуба в първия си мач (след Испания през 2010 г.). Франция става първият отбор, който отбелязва три гола на финал на Световно първенство, но впоследствие губи двубоя. Лионел Меси е избран за играч на мача и печели Златната топка като най-добър играч на турнира. Финалът е смятан за най-великия финал на Световната купа на ФИФА за всички времена и един от най-великите мачове в историята на спорта.

## Предистория
Аржентина има спечелени две Световни титли преди това през 1978 г. и 1986 г. и също така губи още три пъти финала през 1930, 1990 г. и 2014 г. След последната загуба през 2014 г., те губят и два последователни финала на Копа Америка от Чили, през 2015 г. и 2016 г. След поредица от разочароващи представяния на Световното първенство по футбол през 2018 г., където губи от бъдещия шампион Франция в първия кръг на елиминациите, и на Копа Америка през 2019 г., където завършва трети, новоназначеният треньор Лионел Скалони извежда Аржентина до първата ѝ международна титла от Копа Америка от 1993 г. насам, след като Аржентина побеждава Бразилия с 1:0 във финала на турнира през 2021 г. и по този начин капитанът Лионел Меси печели първият си международен трофей с Аржентина.
Франция защитава титлата си от Световното първенство по футбол през 2018 г., а това означава, че за първи път от финала през 2002 г. отбор има последователни участия на финали, и е първият от 1998 г., в който носителят на титлата се класира за следващия финал – и двете постижения са на Бразилия. Франция печели две световни първенства през 1998 г. и 2018 г. и губи финала през 2006 г. от Италия след изпълнения на дузпи. Под ръководството на Дидие Дешан, който печели турнира през 1998 г. като играч, французите не успяват да спечелят Световното първенство през 2014 г. и Европейското първенство по футбол през 2016 г. и 2020 г., но печелят титлата на Световното първенство през 2018 г. Поради статута си на световен шампион, Франция също започва в Катар като един от фаворитите за спечелването на трофея. Франция има за цел да изравни постижението на Италия през 1934 г. и 1938 г. и Бразилия през 1958 г. и 1962 г. като третата страна, която защититава успешно титлата на Световната купа. Дидие Дешан се опитва да стане вторият треньор, който печели две титли от Световното първенство по футбол за мъже след Виторио Поцо с Италия през 1934 и 1938 г. След като спечели турнира през 1998 г. като играч, Дидие Дешан също се опитва да стане третият човек, който печели три титли от Световната купа на ФИФА, след бразилските легенди Пеле (всички като играч) и Марио Загало (два пъти като играч и един като треньор).
Топката за мача за полуфиналите, мача за трето място и финала на Световното първенство по футбол през 2022 г. са обявени на 11 декември 2022 г. Това е вариант на „Адидас Ал Рихла“, използван в останалата част от турнира, наречен „Адидас Ал Хилм“, което означава „Мечтата“ на арабски, препратка към мечтата на всяка нация да вдигне трофея на Световното първенство по футбол. Въпреки че техническите аспекти на топката са същите, цветът е различен от топките на „Адидас Ал Рихла“, използвани в груповаа фаза и предходните директни елиминации. „Адидас Ал Хилм“ са със златен металик, кестеняво, бордо и червен дизайн, препратка към националните цветовете на страната домакин Катар и златните цветове, които се отнасят към мястото на финала на стадион „Лусаил“ и трофея на Световната купа. Това е петата специална топка за финалните мачове на Световното първенство по футбол след „Тиймгайст Берлин“, „Джабулани“, „Бразука Файнъл Рио“ и „Телстар Мечта“.

## Място на провеждане
Финалът се игра на стадион „Лусаил“ в Лусаил, Катар, разположен на около 15 километра северно от центъра на град Доха. Стадионът е домакин на финала като част от кандидатурата на Катар за Световната купа и е потвърден като финално място на 15 юли 2020 г.
Стадион „Лусаил“, собственост на Катарската футболна асоциация, е построен като част от печелившата кандидатура на Катар за Световното първенство. Стадионът е проектиран от британската фирма „Фостер енд Партнерс“ и други компании. Стадионът използва слънчева енергия за охлаждане и се твърди, че има нулев въглероден отпечатък. Строителството започва през април 2017 г. и е планирано да завърши през 2020 г. Завършването на стадиона е отложено, като строителството в крайна сметка приключва през ноември 2021 г. Стадионът е домакин на Суперкупата на Лусаил на 9 септември 2022 г., по-късно от очакваното.

## Пътят до финала

### Аржентина
| Етап | Съперник         | Резултат                      |
| ---- | ---------------- | ----------------------------- |
| 1    | Саудитска Арабия | 1:2                           |
| 2    | Мексико          | 2:0                           |
| 3    | Полша            | 2:0                           |
| Оф   | Австралия        | 2:1                           |
| Чф   | Нидерландия      | 2:2 (сл. пр.) (4:3 сл. дузпи) |
| Пф   | Хърватия         | 3:0                           |

Жребият за груповата фаза изпраща отбора на Аржентина в група C, но още в първия двубой те прекъсват тригодишна серия от 36 мача без загуба, след като губят с 2:1 Саудитска Арабия. Лионел Меси открива резултата от дузпа, която е последвана от няколко отменени голове за Аржентина заради засади. Непосредствено след началато на второто полувреме Саудитска Арабия отбелязва два гола чрез Салех Ал-Шехри и Салем ал-Давсари в рамките на пет минути и спира всякакви опити за гол на южноамериканците. Въпреки това, аржентинците се съвземат от шокиращата загуба и побеждават Мексико с 2:0 след попадение от далечна дистанция на Лионел Меси, който след това асистира на Енцо Фернандес за втори гол и така възобновява надеждите им за Световната купа. Аржентина след това побеждава и Полша със същия резултат с голове на Алексис МакАлистър и Хулиан Алварес, въпреки пропуска от дузпа от Лионел Меси през първото полувреме и заема първо място в групата, докато Мексико и Саудитска Арабия са елиминирани от Световното първенство.
На осминафиналите аржентинците се изправят срещу втория в група D Австралия. Първият гол на Лионел Меси в директните елиминации е последван от гол на Хулиан Алварес, който след грешка на австралийския вратар Матю Райън вкарва на празна врата и въпреки автогола на Енцо Фернандес, Аржентина печели срещата с 2:1. В противоречив мач на четвъртифанлите срещу Нидерландия, известен със съперничеството между двата отбора, хаотична атмосфера и ярост, Аржентина повежда с два гола на Науел Молина и дузпа на Лионел Меси, но с два късни гола на Ваут Вегхорст редовното време завършва 2 – 2. Нито един съперниците не успява да отбележи в продълженията и се стига до изпълнение на дузпи за определяне на победителя. Емилиано Мартинес спасява първите две дузпи на нидерландците Върджил ван Дайк и Стивън Бергхаус, докато само Енцо Фернандес пропуска за Аржентина, преди Лаутаро Мартинес да вкара решаващия последен удар в мача, като това напомня за последната среща на двата отбора през 2014 г., също в елиминациите. Успехът на Аржентина праща страната на полуфиналите, където се изправя срещу финалиста от 2018 г. отбора на Хърватия. В реванш от срещата през 2018 г., когато Хърватия печели с 3:0, Аржентина побеждава Хърватия със същия резултат. Лионел Меси вкара дузпа през първото полувреме, преди Хулиан Алварес да вкара пет минути по-късно. След това Лионел Меси асистира на Хулиан Алварес за втория му гол през второто полувреме и Аржентина си осигурява място на финала за втори път от осем години.

### Франция
| Етап | Съперник  | Резултат |
| ---- | --------- | -------- |
| 1    | Австралия | 4:1      |
| 2    | Дания     | 2:1      |
| 3    | Тунис     | 0:1      |
| Оф   | Полша     | 3:1      |
| Чф   | Англия    | 2:1      |
| Пф   | Мароко    | 2:0      |

Франция започва кампанията си на Световното първенство в група D като отбор защитаващ световната си титла, след като печели последния турнир в Русия. Първата им среща е срещу представителя на Азиатската футболна конфедерация Австралия. Французите допускат първи гол след девет минути игра, когато Крейг Гудуин реализира попадение, но Адриен Рабио изравнява и малко по-късно успяват да се върнат в мача с два гола на Оливие Жиру и Килиан Мбапе за да спечелят с 4:1. Франция надделява и над организирания отбор на Дания. Килиан Мбапе отбелязва два гола през второто полувреме, въпреки че Франция допуска изравнвнителен гол чрез Андреас Кристенсен. Така французите печелят с 2:1 и стават първият отбор, който успява да стигне до фазата на елиминациите на Световното първенство в Катар и първият европейски световен шампион, който успява да направи това от 1994 г. насам. С осигурено класиране в следващата фаза на турнира, Франция дава почивка на ключовите си играчи за последния мач срещу Тунис. В резултат на което Франция губи с 1:0 благодарение на гол от родения във Франция Уахби Хазри, преди да бъде отменен изравнителен гол от Антоан Гризман. Франция запазва първото място в групата поради по-добрата си голова разлика спрямо Австралия.
На осминафиналите Франция побеждава втория в група C Полша с 3:1 с голове на Оливие Жиру и Килиан Мбапе, голът за поляците е реализиран от дузпа от Роберт Левандовски. На четвъртфиналите Франция се среща със стария си съперник Англия в напрегнат мач, като Франция побеждава с 2:1 с голове на Орелиен Чуамени и Оливие Жиру; Англия успява да изравни от дузпа за 1:1 благодарение на Хари Кейн, но малко по-късно той пропуска втора и осигурява място на Франция на полуфиналите. След това Франция се изправя срещу аутсайдера на турнира Мароко, който преди това побеждава двата иберийски представителя Испания и Португалия. Французите отстраяват африканците с два гола на Тео Ернандес и Рандал Коло Муани достигат втори пореден финал на Световно първенство за първи път в историята си.

## Преди мача
Полският рефер Шимон Марчиняк е определен за съдия на финала на 15 декември 2022 г., а колегите му поляци Павел Соколницки и Томаш Листкевич са назначени за помощник съдии. Шимон Марчиняк става съдия на ФИФА през 2011 г., а преди това е рефер на Евро 2016 г. и Световното първенство по футбол 2018 г., както и по време на Суперкупата на УЕФА през 2018 г. По-рано в турнира той ръководи мача от груповата фаза Франция – Дания, както и мача Аржентина – Австралия на осминафиналите. Това е първият път, когато полски съдия ръководи екипа от официални лица на финал на Световно първенство и вторият път, когато полски рефер е включен сред официалните лица по време на такъв мач, след като Михал Листкевич (баща на асистента на Марчиняк Томаш) служи като съдия на тъча по време на финала на Световното първенство по футбол през 1990 г.
Исмаил Елфат от Съединените американски щати са назначен за четвърти съдия, докато друг поляк, Томаш Квятковски, ръководи екипа на видеоасистент на реферите. Венецуелецът Хуан Сото е видео асистент рефер, американецът Кайл Аткинс е видео асистент рефер по засадите, а ролята на помощник видео асистент съдия е поверена на мексиканеца Фернандо Гереро. Германецът Бастиан Данкерт и американецът Кори Паркър са съответно резервни видео асистент рефери.
На трибуните присъстват няколко държавни глави, сред които емирът на Катар Тамим бин Хамад ал-Тани, президентът на Турция Реджеп Тайип Ердоган и президентът на Франция Еманюел Макрон. Различни членове на Съвета на ФИФА и президентът на ФИФА Джани Инфантино също присъстват. Аржентинският държавен глава Алберто Фернандес не присъства, след като според съобщенията отказва да пътува до Катар поради потенциална политическа реакция. На финала обаче присъства Чики Тапиа, президентът на Аржентинската футболна асоциация.
Церемонията по закриването на турнира се провежда преди началото на мача; включва сътрудничество между пуерториканския певец Осуна и френския певец Гимс. Участват още Нора Фатехи, Балкис, Рахма Рияд и Манал. Трофеят на първенството е донесен от капитана, който печели Световната купа през 2010 г. Икер Касияс и индийската актриса Дипика Падуконе. Аржентинската певица Лали Еспосито изпява аржентинския национален химн, а египтенката Фарах ел Дибани изпява френския национален химн „Марсилезата“ преди мача.

## Мачът

### Обобщение

#### Първо полувреме
Франция започва мача в 18:00 ч. местно време (15:00 UTC) пред 88 966 зрители. Аржентина получава дузпа в 23-ата минута, когато Анхел ди Мария пробива отляво, но е фаулиран в наказателното поле от Усман Дембеле. Лионел Меси реализира дузпата с нисък удар в десния ъгъл. В 36-ата минута Анхел ди Мария завършва контраатака на Аржентина и прави 2:0 като стреля с левия си крак над вратаря в десния ъгъл на мрежата след пас на Алексис МакАлистър отдясно. Франция прави две ранни смени в края на първото полувреме и се оттегля на полувремето, като изостава с 0:2.

#### Второ полувреме
Аржентина е на път да спечели, като контролира топката и блокира всички опити на Франция, но в 80-ата минута Франция получава дузпа, след като Рандал Коло Муани е съборен в наказателното поле от Николас Отаменди. Килиан Мбапе реализира дузпата за 2:1 ниско в левия ъгъл, въпреки че Емилиано Мартинес докосва топката с ръка. 97 секунди по-късно Кингсли Коман се справя с Лионел Меси отдясно при подновяването на играта и започва контраатака, която след подаване от Маркус Тюрам завършва с удар на Килиан Мбапе от воле, докато той пада на земята. Топката е насочена в десния ъгъл на Емилиано Мартинес, но той не успява да отрази удара и резултатът е изравен за 2:2. Пет минути след изравнителния гол, Маркус Тюрам пада в наказателното поле, след като се спъва в крака на Енцо Фернандес, но получава жълт картон за симулация. И двата отбора са близо до това да завършат мача в края на добавеното време, когато Адриен Рабио отправя бърз изстрел в наказателното поле и принуждава Емилиано Мартинес да се намеси на вратата, три минути по-късно Лионел Меси отправя силен удар, париран над гредата от Юго Лорис. При равен резултат в края на редовното време, мачът преминава в продължения.

#### Продължения
След като първата част на продълженията завършва без гол с две възможности един на един, пропуснати от Лаутаро Мартинес, Лионел Меси отбелязва отново за Аржентина във второто продължение, преди Юго Лорис да отрази удар на Лаутаро Мартинес отдясно. Франция обаче получава втора дузпа в 118-ата минута, когато удар на Килиан Мбапе попада в ръката на Гонсало Монтиел. Килиан Мбапе вкарва третия си гол в мача с удара от бялата точка и става вторият играч с хеттрик на финал на Световно първенство по футбол за мъже след Джоф Хърст за Англия през 1966 г. В края на продълженията непокритият Рандал Коло Муани стреля ниско вдясно на вратата от границата на наказателното поле, но Емилиано Мартинес блокира изстрела с левия си крак. След това реферът свири последния съдийски сигнал на продълженията и мачът преминава към изпълнение на дузпи.

#### Изпълнение на дузпи
Това е третият път, когато финалът на Световното първенство по футбол се решава с дузпи. Килиан Мбапе и Лионел Меси успешно реализират първите два опита. Вратарят на Аржентина Емилиано Мартинес продължава да използва психологическа тактика, както по време на изпълнението на дузпи в четвъртфинала срещу Нидерландия. По този начин той забавя изпълнението на Кингсли Коман, като се кара с рефера, Емилиано Мартинес спасава удара на Кингсли Коман, който е нисък отдясно на вратаря. Пабло Дибала изпраща топката в средата на вратата, за да даде аванс на Аржентина с 2:1, а в отвената дузпа Орелиен Чуамени стреля встрани отляво и пропуска. След това Леандро Паредес отбелязва и поставя Франция на ръба на загубата при 3:1. Рандал Коло Муани запазва шансовете на французите и намаля до 3:2; Емилиано Мартинес се опитва да използва своята психологическа тактика срещу него, но вместо това получава жълт картон. Тогава Гонсало Монтиел отбелязва гол в левия ъгъл на вратата пазена от Юго Лорис и по този начин осигурява победата на Аржентина след изпълнение на дузпи с 4:2, а това означава трета световна титла по футбол от 1986 г. насам за страната.

### Детайли
| 18 декември 2022 г. 18:00 |

| Аржентина                        | 3:3 (сл. пр.) | Франция                        |
| -------------------------------- | ------------- | ------------------------------ |
| Меси 23' (д.), 108' Ди Мария 36' | Доклад        | Мбапе 80' (д.), 81', 118' (д.) |

| „Лусаил“, Лусаил 88 966 зрители Съдия: Шимон Марчиняк (Полша) |

|                             | Дузпи |                                |
| Меси Дибала Паредес Монтиел | 4:2   | Мбапе Коман Чуамени Коло Муани |

| Аржентина | Франция |

| ВР             | 23 | Емилиано Мартинес  | 120+5' (д.) |        |
| З              | 26 | Науел Молина       |             | 91'    |
| З              | 13 | Кристиан Ромеро    |             |        |
| З              | 19 | Николас Отаменди   |             |        |
| З              | 3  | Николас Таглиафико |             | 120+1' |
| ПЗ             | 20 | Алексис МакАлистър |             | 116'   |
| ПЗ             | 24 | Енцо Фернандес     | 45+7'       |        |
| ПЗ             | 7  | Родриго Де Пол     |             | 102'   |
| Н              | 10 | Лионел Меси (к)    |             |        |
| Н              | 9  | Хулиан Алварес     |             | 102'   |
| Н              | 11 | Анхел Ди Мария     |             | 64'    |
| Смени:         |    |                    |             |        |
| ПЗ             | 8  | Маркос Акуня       | 90+8'       | 64'    |
| З              | 4  | Гонсало Монтиел    | 116'        | 91'    |
| ПЗ             | 5  | Леандро Паредес    | 114'        | 102'   |
| Н              | 22 | Лаутаро Мартинес   |             | 102'   |
| ПЗ             | 6  | Герман Пезела      |             | 116'   |
| Н              | 21 | Пауло Дибала       |             | 120+1' |
|                |    |                    |             |        |
| Мениджър:      |    |                    |             |        |
| Лионел Скалони |    |                    |             |        |

| ВР          | 1  | Юго Лорис (к)     |       |        |
| З           | 5  | Жул Кунде         |       | 120+1' |
| З           | 4  | Рафаел Варан      |       | 113'   |
| З           | 18 | Дайо Упамекано    |       |        |
| З           | 22 | Тео Ернандес      |       | 71'    |
| ПЗ          | 8  | Орелиен Чуамени   |       |        |
| ПЗ          | 14 | Адриен Рабио      | 55'   | 96'    |
| Н           | 11 | Усман Дембеле     |       | 41'    |
| Н           | 7  | Антоан Гризман    |       | 71'    |
| Н           | 10 | Килиан Мбапе      |       |        |
| Н           | 9  | Оливие Жиру       | 90+5' | 51'    |
| Смени:      |    |                   |       |        |
| Н           | 12 | Рандал Коло Муани |       | 41'    |
| Н           | 26 | Маркюс Тюрам      | 87'   | 41'    |
| Н           | 20 | Кингсли Коман     |       | 71'    |
| ПЗ          | 25 | Едуардо Камавинга |       | 71'    |
| ПЗ          | 13 | Юсуф Фофана       |       | 96'    |
| З           | 24 | Ибрахима Конате   |       | 113'   |
| З           | 3  | Аксел Дисаси      |       | 120+1' |
|             |    |                   |       |        |
| Мениджър:   |    |                   |       |        |
| Дидие Дешан |    |                   |       |        |

| Играч на мача: Лионел Меси (Аржентина) Асистент съдии: Павел Соколницки (Полша) Томаш Листкевич (Полша) Четвърти съдия: Исмаил Елфат (САЩ) Резервен асистент съдия: Катрин Несбит (САЩ) Видео помощник съдия: Томаш Квятковски (Полша) | Правила в срещата: - 90 минути. - 30 минути допълнително време, ако е необходимо. - Дузпи, ако резултатът все още е равен. - Най-много петнадесет поименни резерви. - Най-много пет смени, като шеста е разрешена в продълженията. |

### Статистика
| Статистика            | Аржентина | Франция |
| --------------------- | --------- | ------- |
| Голове                | 2         | 0       |
| Общо удари            | 6         | 0       |
| Удари във вратата     | 3         | 0       |
| Притежание на топката | 59%       | 41%     |
| Корнери               | 2         | 0       |
| Фалове                | 10        | 11      |
| Засади                | 3         | 0       |
| Спасявания            | 0         | 1       |
| Жълти картони         | 1         | 0       |
| Червени картони       | 0         | 0       |

| Статистика            | Аржентина | Франция |
| --------------------- | --------- | ------- |
| Голове                | 0         | 2       |
| Общо удари            | 6         | 6       |
| Удари във вратата     | 4         | 3       |
| Притежание на топката | 45%       | 55%     |
| Корнери               | 2         | 3       |
| Фалове                | 9         | 5       |
| Засади                | 0         | 2       |
| Спасявания            | 1         | 4       |
| Жълти картони         | 1         | 3       |
| Червени картони       | 0         | 0       |

| Статистика            | Аржентина | Франция |
| --------------------- | --------- | ------- |
| Голове                | 1         | 1       |
| Общо удари            | 8         | 4       |
| Удари във вратата     | 3         | 2       |
| Притежание на топката | 62%       | 38%     |
| Корнери               | 2         | 2       |
| Фалове                | 6         | 3       |
| Засади                | 1         | 2       |
| Спасявания            | 1         | 2       |
| Жълти картони         | 3         | 0       |
| Червени картони       | 0         | 0       |

| Статистика            | Аржентина | Франция |
| --------------------- | --------- | ------- |
| Голове                | 3         | 3       |
| Общо удари            | 20        | 10      |
| Удари във вратата     | 10        | 5       |
| Притежание на топката | 54%       | 46%     |
| Корнери               | 6         | 5       |
| Фалове                | 26        | 19      |
| Засади                | 4         | 4       |
| Спасявания            | 2         | 7       |
| Жълти картони         | 5         | 3       |
| Червени картони       | 0         | 0       |

## След мача и наследство
Експерти, коментатори и публика изказват похвали за интензивността, стресиращата атмосфера и вълнуващия характер на мача, като подчертават броя на отбелязаните голове, а много медии описват мача като дуел между съотборниците на ФК „Пари Сен Жермен“ Лионел Меси и Килиан Мбапе. Оттогава мачът е приветстван като един от най-вълнуващите финали на Световно първенство по футбол и сред най-великите футболни мачове в историята.
С победата Аржентина печели третата си титла от Световната купа на ФИФА и изпреварва Франция и Уругвай, които са с по две. По този Аржентина се нарежда зад Бразилия (с 5 титли), Италия (с 4 титли) и Германия (с 4 титли). Те стават първият южноамерикански и първият неевропейски отбор, който печели Световната купа след Бразилия през 2002 г. и първият действащ шампион на Южна Америка, който завоюва Световната купа. След като побеждава с дузпи Нидерландия на четвъртфиналите, Аржентина става първият отбор, който печели два пъти по този метод по пътя към титлата. Това е десетата титла от Световната купа за страна от Южна Америка и осма победа за Южна Америка в единадесет финала срещу европейска страна. Франция става третият защитаващ шампион, който губи в следващия финал, след Аржентина през 1990 г. и Бразилия през 1998 г. Мачът е третият финал на Световната купа на ФИФА, решен с изпълнение на дузпи, след 1994 г. и 2006 г., последният от които Франция също губи от Италия. Това означава, че Франция никога не печели с дузпи след четвъртфиналите на Световни първенства, след победата си над Италия през 1998 г. Шестте гола във финала правят общия брой голове в турнира до рекордните 172, а това надминава 171 отбелязани през 1998 и 2014 г.
Президентът на ФИФА Джани Инфантино присъства на терена по време на церемонията по награждаването, за да раздаде медалите и да връчи трофея на аржентинския капитан Лионел Меси. Към него се присъединиват емирът на Катар Тамим бин Хамад ал-Тани, френският президент Еманюел Макрон, президентът на Аржентинската футболна асоциация Клаудио Тапия, президентът на Френската футболна федерация Ноел Льо Грает, президентът на КОНМЕБОЛ Алехандро Домингес и президентът на УЕФА Александър Чеферин. Серхио Батиста и Нери Пумпидо, носители на Световната купа с Аржентина през 1986 г., донасят трофея на терена за церемонията. Преди да бъде връчен трофеят от Тамим бин Хамад ал-Тани и Джани Инфантино, Лионел Меси получава бишт от Тамим бин Хамад ал-Тани, с който да празнува спечелването на трофея. Всичко това се случва пред декорация, различна от предишните турнири, с конфети, заменени от пиротехника и светлини на фона на малко оркестрова кинематографична музика.
Лионел Меси е избран за играч на мача и печели втората си награда Златна топка след 2014 г. като най-добър играч на турнира, като става първият (и засега единствен) играч, който получава наградата два пъти. Той също печели и Сребърната обувка на турнира, със седем попадения. Участието на Лионел Меси на финала, е неговият 26-ти мач на Световно първенство, а това означава, че той надминава Лотар Матеус като играчът с най-много участия на Световни първенства. С головете си става вторият играч с попадения на осминафиналите, четвъртфиналите, полуфиналите и финала на турнир от Световната купа, след унгареца Дьорди Шароши през 1938 г. и единственият играч с голове във всички кръгове, както и в груповата фаза. След като вкара веднъж в предишния финал, хеттрикът на Килиан Мбапе го прави най-резултатният играч на финал на Световното първенство с 4 гола, като оставя зад себе си Джоф Хърст, Пеле, Вава и Зинедин Зидан, които са с по 3 гола. С трите си гола той надминава Лионел Меси и печели наградата Златна обувка като най-добрия голмайстор на турнира с осем гола, най-много на световно първенства след бразилеца Роналдо през 2002 г., и също така е награден със Сребърната топка като втория най-добър играч на турнира. Аржентинецът Емилиано Мартинес печели наградата Златна ръкавица като най-добър вратар на турнира, докато съотборникът му Енцо Фернандес печели наградата за най-добър млад играч на Световното първенство, който е на най-много 21 години (роден на или след 1 януари 2001 г.).
В Аржентина празненства „избухват“ в цялата страна, най-вече в столицата Буенос Айрес и в Росарио, родния град на Лионел Меси. На 20 декември празненството по улиците на Буенос Айрес след пристигането на играчите на Аржентина събира тълпа, оценена от местните медии на над четири милиона души и принуждава отбора да бъде изваден с хеликоптер от автобуса си. На 22 декември Френската футболна федерация потвърждава, че подава официална жалба срещу аржентинския вратар Емилиано Мартинес за неспортсменско поведение, включващо инциденти като саркастична молитва за мълчание за френския нападател Килиан Мбапе в аржентинската съблекалня след мача и допълнителни подигравки към Килиан Мбапе в Буенос Айрес. Във Франция „избухват“ бунтове в цялата страна в градове, включително Париж, Лион и Ница; те са много подобни на тези след победата им през 2018 г., както и след победите срещу Англия и Мароко по-рано в турнира. Някои френски играчи като Кингсли Коман и Орелиен Чуамени са малтретирани на расистка основа онлайн от собствените им фенове. В рамките на 48 часа след публикуването от страна на Лионел Меси публикация в „Инстаграм“ с трофея от Световната купа, тя надхвърля 75 милиона харесвания и по този начин се превръща в най-харесваната публикация в социалните медии.